# Championnat de Guadeloupe de football 2016-2017
Navigation
Saison précédente Saison suivante
La saison 2016-2017 du Championnat de Guadeloupe de football est la soixante-troisième édition de la première division en Guadeloupe, nommée Division d'Honneur. Les quatorze formations de l'élite sont réunies au sein d'une poule unique où elles s'affrontent deux fois au cours de la saison. Les trois derniers du classement sont relégués et remplacés par les trois meilleurs clubs de seconde division à l'issue de la saison.
C'est l'Unité sainte rosienne, tenant du titre, qui remporte à nouveau la compétition après avoir terminé en tête du classement final, avec onze points d’avance sur La Gauloise de Basse-Terre et treize sur le Club sportif moulien et l'Amical Club Grand-Bourg. Il s’agit du second titre de champion de Guadeloupe de l'histoire du club.

## Qualifications continentales
Seul le premier du classement final se qualifie pour la phase de poules de la CFU Club Championship 2018.

## Les clubs participants
- Unité sainte rosienne
- Club sportif moulien
- AO Gourbeyrienne
- Arsenal Petit-Bourg
- CS Capesterrien - Promu de Promotion d'Honneur régionale
- La Gauloise de Basse-Terre
- Amical Club Grand-Bourg
- Red Star Pointe-à-Pitre
- Juventus Sainte-Anne
- AS Le Gosier - Promu de Promotion d'Honneur régionale
- Phare du Canal
- Siroco Les Abymes
- USC Bananier - Promu de Promotion d'Honneur régionale
- US Baie-Mahault

## Compétition
Le barème de points servant à établir le classement se décompose ainsi :
- Victoire : 4 points
- Match nul : 2 points
- Défaite : 1 point

### Classement
| Rang | Équipe                        | Pts | J  | G  | N | P  | Bp | Bc | Diff |
| ---- | ----------------------------- | --- | -- | -- | - | -- | -- | -- | ---- |
| 1    | Unité sainte rosienneT        | 83  | 26 | 17 | 6 | 3  | 48 | 19 | +29  |
| 2    | La Gauloise de Basse-Terre -1 | 72  | 26 | 14 | 5 | 7  | 32 | 18 | +14  |
| 3    | Club sportif moulien          | 70  | 26 | 12 | 8 | 6  | 30 | 16 | +14  |
| 4    | Amical Club Grand-Bourg       | 70  | 26 | 12 | 8 | 6  | 32 | 25 | +7   |
| 5    | US Baie-Mahault               | 69  | 26 | 12 | 7 | 7  | 31 | 23 | +8   |
| 6    | Arsenal Petit-Bourg           | 61  | 26 | 9  | 8 | 9  | 30 | 28 | +2   |
| 7    | CS CapesterrienP              | 61  | 26 | 9  | 8 | 9  | 34 | 35 | -1   |
| 8    | Siroco Les Abymes -1          | 60  | 26 | 10 | 5 | 11 | 32 | 33 | -1   |
| 9    | Phare du Canal                | 56  | 26 | 8  | 6 | 12 | 26 | 31 | -5   |
| 10   | Juventus Sainte-Anne -1       | 56  | 26 | 8  | 6 | 12 | 25 | 34 | -9   |
| 11   | AO Gourbeyrienne -1           | 53  | 26 | 7  | 7 | 12 | 19 | 34 | -15  |
| 12   | USC BananierP                 | 51  | 26 | 6  | 7 | 13 | 23 | 39 | -16  |
| 13   | AS Le GosierP                 | 49  | 26 | 5  | 8 | 13 | 17 | 31 | -14  |
| 14   | Red Star Pointe-à-Pitre -1    | 48  | 26 | 6  | 5 | 15 | 20 | 33 | -13  |

|  | Qualification pour la CFU Club Championship 2018                                                        |
|  | Relégation en deuxième division                                                                         |
|  | T : Tenant du titre C : Vainqueur de la Coupe de Guadelouope P : Promu de Promotion d'Honneur régionale |

## Bilan de la saison
| Championnat de Guadeloupe de football 2016-2017 |                                     |
| Champion                                        | Unité sainte rosienne (2e titre)    |
| Coupes et trophées                              |                                     |
| Vainqueur de la Coupe de Guadeloupe 2016-2017   | Club sportif moulien                |
| Qualifications continentales                    |                                     |
| CFU Club Championship 2018                      | Unité sainte rosienne               |
| Promotions et relégations                       |                                     |
| Promus en Division d'Honneur                    | L'Étoile de Morne-à-l'Eau           |
| Promus en Division d'Honneur                    | Racing Club Basse-Terre             |
| Promus en Division d'Honneur                    | Solidarité scolaire de Baie-Mahault |
| Relégués en Promotion d'Honneur régionale       | USC Bananier                        |
| Relégués en Promotion d'Honneur régionale       | AS Le Gosier                        |
| Relégués en Promotion d'Honneur régionale       | Red Star Pointe-à-Pitre             |